# Paroria
Paroria o Parorea (en griego, Παρωρία) fue una antigua ciudad griega situada en Arcadia.
Según la mitología griega, la ciudad fue fundada por Paroreo, hijo de Tricolono y nieto de Licaón.
Pausanias dice que fue una de las poblaciones pertenecientes al territorio de los eutresios que se unieron para poblar Megalópolis.
Pausanias añade que estaba a diez estadios de Zetia y a quince de Tireo, y que en su tiempo la ciudad se encontraba abandonada.